# 通甸镇
通甸镇，是中华人民共和国云南省怒江傈僳族自治州兰坪白族普米族自治县下辖的一个乡镇级行政单位。

## 行政区划
通甸镇下辖以下地区：
八十一社区、通甸村、黄松村、龙潭村、东明村、河边村、箐头村、德胜村、下甸村、努弓村、福登村、丰华村、水俸村和金竹村。